# Nakły (gmina)
Nakły – dawna gmina wiejska istniejąca do 1936 roku w województwie białostockim. Siedzibą władz gminy były Nakły.
W okresie międzywojennym gmina Nakły należała do powiatu ostrołęckiego w województwie białostockim. Gminę zniesiono z dniem 1 kwietnia 1936 roku, a jej obszar włączono do gminy Rzekuń z równoczesnym przeniesieniem siedziby władz gminy z Rzekunia do Ostrołęki.
Według Powszechnego Spisu Ludności z 1921 roku gminę zamieszkiwało 2.449 osób, 2.430 było wyznania rzymskokatolickiego, 5 prawosławnego a 14 mojżeszowego. Jednocześnie 2.429 mieszkańców zadeklarowało polską przynależność narodową, 1 białoruska, 1 niemiecką, 14 żydowską a 4 rosyjską. Było tu 415 budynków mieszkalnych.
W 1973 roku utworzono gminę Olszewo-Borki o podobnym zasięgu terytorialnym co dawna gmina Nakły.